# João Gomes de Araújo
João Gomes de Araújo (Pindamonhangaba, 5 de agosto de 1846 — São Paulo, 8 de setembro de 1943) foi um professor, maestro e compositor brasileiro, autor de 60 canções, dentre elas a ópera Carmosina, prestigiada em Milão com a presença de D. Pedro II, que foi o patrono financeiro de seus estudos na Europa.

## Biografia
Depois de fazer os estudos musicais iniciais em sua cidade natal, mudou-se para o Rio de Janeiro, onde estudou no Imperial Conservatório de Música, sendo aluno de Francisco Manuel da Silva e Demétrio Rivera. Em 1863, voltou à sua cidade, onde fundou um conservatório de música e organizou uma orquestra. Foi mestre de capela da  Igreja Matriz de Nossa Senhora do Bom Sucesso de Pindamonhangaba pelo menos de 1872 a 1880.
Em 1884, com auxílio financeiro de D. Pedro II, partiu para estudar em Milão, onde já residia Carlos Gomes. Lá continuou compondo, atividade que já tinha iniciado no Brasil. Em 1888 conseguiu estrear na Itália sua ópera Carmosina, em cuja ocasião esteve presente a família real brasileira. Neste mesmo ano voltou ao Brasil, fixando-se em São Paulo.
Em 1904 participou do grupo que fundou o Conservatório Dramático e Musical de São Paulo, tornando-se professor da instituição por muitos anos.
João Gomes de Araújo é o patrono da cadeira de número 20 da Academia Brasileira de Música.

## Obras
Entre suas obras podem ser citadas Edmeia (1884), Carmosina (estreada em 1888 em Milão), Maria Petrovna (composta em 1904, mas estreada apenas em 1929), Helena (estreada em 1916 no Theatro Municipal de São Paulo), Missa Nossa Senhora do Bom Sucesso (1882), Missa São Benedito (1884) e A Vitória de São Paulo (1932), dentre outras. Compôs também seis sinfonias.
Dentre as poucas obras que ainda restaram e podem ser ouvidas, Maria Petrovna é a mais conhecida.